# Pfaffia hirtula
Pfaffia hirtula är en amarantväxtart som beskrevs av Carl Friedrich Philipp von Martius. Pfaffia hirtula ingår i släktet Pfaffia och familjen amarantväxter. Inga underarter finns listade i Catalogue of Life.